# Горелов, Владимир Петрович
Владимир Петрович Горелов (1924—2007) — офицер-пехотинец Советской Армии, участник Великой Отечественной войны, Герой Советского Союза (13.09.1944). Полковник (1964).

## Биография
Владимир Горелов родился 16 апреля 1924 года в селе Тейково (ныне город в Ивановской области) в рабочей семье. Получил среднее образование: окончил школу-семилетку в 1940 году. С 1940 года работал волочильщиком 1-го государственного завода по обработке цветных металлов имени Ф. Э. Дзержинского в городе Кольчугино Владимирской области. С августа 1941 года работал слесарем механических мастерских Тейковского торфопредприятия.
В марте 1942 года Владимир Горелов был призван в Рабоче-крестьянскую Красную Армию. В мае 1943 года он окончил ускоренный курс Подольского военного пехотного училища. С мая того же года — на фронтах Великой Отечественной войны. Весь свой боевой путь (а воевать ему довелось менее 10 месяцев) прошёл в должности командира взвода противотанковых ружей 86-го гвардейского стрелкового полка 28-й гвардейской стрелковой дивизии, которая в ходила тогда в состав последовательно 53-й, 57-й и 37-й армий Степного фронта (с октября 1943 года — 2-й Украинский фронт), а в январе 1944 года передана на 3-й Украинский фронт. Принимал участие в Белгородско-Харьковской операции, в битве за Днепр. Только с 6 по 15 октября 1943 года в боях за село Бородаевка на Днепре огнём из противотанкового ружья лично подбил 2 бронемашины и ещё 2 поджёг, а также истребил 12 солдат противника. В боях в сентябре и в октябре 1943 года два раза был ранен, но оба раза вернулся в строй. В январе 1944 года на фронте вступил в ВКП(б).
Командир взвода противотанковых ружей 86-го гвардейского стрелкового полка 28-й гвардейской стрелковой дивизии 37-й армии 3-го Украинского фронта гвардии лейтенант Владимир Горелов особенно отличился в Никопольско-Криворожской наступательной операции в феврале 1944 года. В бою 4 февраля 1944 года в ходе боя за село Ивановка Днепропетровской области лейтенант Горелов выстрелами из ПТР подавил огонь двух пулемётных точек. Затем с двумя бойцами проник на немецкие позиции и разведал систему вражеского огня, провёл по выявленному пути батальон, который в ходе атаки отрезал от главных сил и истребил группу до 40 немецких солдат. Сам Горелов в этом бою автоматным огнём уничтожил 6 гитлеровцев и четверых захватил в плен. В бою 21 февраля 1944 года он одним из первых ворвался в укреплённый узел обороны — село Кабурдаевка, где захватил 2 немецких солдат и исправное зенитное орудие. В тот же день в составе полка ворвался в Кривой Рог и отважно участвовал в уличных боях в городе, захватив в плен двух немецких пулемётчиков и их исправный пулемёт. Из этого пулемёта сам стал вести огонь по врагу. Западнее Кривого Рога 26 февраля скрытно вывел свой взвод на самые близкие подступы к немецким позициям, а затем внезапной атакой выбил с них немцев, захватив при этом артиллерийское орудие. Когда в ожесточенном бою 27 и 28 февраля выбыли из строя все командиры рот, лейтенант Горелов принял командование на себя и отразил с своими бойцами несколько немецких контратак. В критический момент боя встал к противотанковому орудию и огнём прямой наводкой отбил очередную атаку. От близкого разрыва немецкой мины получил тяжелое ранение в голову, но продолжал стрелять из пушки до отхода немцев.
Указом Президиума Верховного Совета СССР от 13 сентября 1944 года за «образцовое выполнение заданий командования и проявленные мужество и героизм в боях с немецкими захватчиками» гвардии лейтенанту Владимиру Петровичу Горелову присвоено звание Героя Советского Союза с вручением ордена Ленина и медали «Золотая Звезда» за номером 3476.
Несколько месяцев лечился в госпитале в Днепропетровске. После излечения от тяжелейшего ранения (осколком была повреждена лобная кость черепа, взамен поврежденных фрагментов которого была вставлена титановая пластина) зачислен в переменный состав 18-го отдельного полка резерва офицерского состава 3-го Украинского фронта. Но по состоянию здоровья на передовую направлен не был.
В июне 1944 года направлен на службу в органы военной контрразведки и был назначен на должность оперуполномоченного Управления контрразведки СМЕРШ по 3-му Украинскому фронту. Отвечал за контрразведывательную работу в 12-м фронтовом запасном артиллерийском полку и в 24-й военной автомобильной дороге. С декабря 1945 года служил оперуполномоченным СМЕРШ в Южной группе войск), С июня 1946 — оперуполномоченный отдела контрразведки МГБ СССР по курсам усовершенствования офицеров Южной группы войск, с декабря 1946 года служил оперуполномоченным 1-го отделения 1-го отдела Управления контрразведки МГБ СССР по Южной группе войск. С января 1948 года — старший оперуполномоченный Отдела контрразведки МГБ по Отдельной механизированной армии, которая дислоцировалась в Румынии.
В июне 1949 года окончил курсы при Харьковской межкраевой школе МГБ СССР. С этого времени служил в отделе контрразведки МГБ СССР (с марта 1953 — МВД СССР) по Горьковскому военному округу — старший оперуполномоченный, с февраля 1951 года — особоуполномоченный отделения кадров, с июля 1952 года — начальник 3-го отделения. С мая 1953 года — старший оперуполномоченный Особого отдела МВД СССР по Горьковскому району ПВО. После создания в 1954 году КГБ СССР был переведён в эту спецслужбу и с июля 1954 года проходил службу в Особом отделе КГБ по Московскому военному округу: старший оперуполномоченный, с сентября 1958 года — заместитель начальника сектора, с марта 1963 — начальник 2-го сектора. С марта 1971 года — заместитель начальника особого отдела КГБ по 4-й воздушной армии ВГК. С ноября 1976 года — заместитель начальника Особого КГБ по специальным и военным строительным частям Московского ВО. С мая 1983 года — начальник 1-го сектора Особого отдела КГБ по Московскому военному округу. В мае 1988 года полковник В. П. Горелов был уволен в отставку.
Проживал в Москве. Умер 16 июня 2007 года, похоронен на Николо-Архангельском кладбище Москвы.

## Награды
- Герой Советского Союза (13.09.1944)
- Орден Ленина (13.09.1944)
- Орден Красного Знамени (19.12.1967)
- Орден Отечественной войны I степени (11.03.1985)[4]
- Орден Красной Звезды (29.08.1943)
- Орден «За службу Родине в Вооружённых Силах СССР» (30.04.1975)
- Медаль «За отвагу» (18.02.1944)
- Медаль «За боевые заслуги» (1954)
- Другие медали СССР
- Почётный сотрудник госбезопасности (1984)[1]